# کبوتر لورل
 کبوتر لورل (نام علمی: Columba junoniae) نام یک گونه از سرده کبوتر است.